# Blu (Malika Ayane)
Blu è un brano della cantante italiana Malika Ayane mandato in rotazione radiofonica a partire dal 20 maggio 2016. È il quinto ed ultimo singolo estratto dal quarto album Naïf.

## Classifiche
| Classifica (2016)         | Posizione massima |
| ------------------------- | ----------------- |
| Italia (airplay italiana) | 27                |